# 交響的変容 (水野修孝)
交響的変容（英: Symphonic Metamorphoses）は、日本の作曲家 水野修孝によって作曲された管弦楽作品である。全4部構成、演奏時間約3時間、総勢700名以上の演奏者によって演奏される極めて大規模な作品である。水野夫人に捧げられた。

## 概要
作曲構想は1962年に始まり、最終的に1987年に全4部構成の形で完成された。作曲には26年の歳月を要し、全曲初演は1992年9月20日、幕張メッセイベントホールで行われた。
弦楽器のみの静的部分と全体によるエネルギッシュな展開を持つ第1部、旋律と和声に焦点をあてた第2部、ジャズやロックといったビートリズムを導入した第3部、そして6章構成の合唱付き大作である第4部から構成される。第4部は500人以上の合唱隊を含み、東南アジアの民謡引用、ポリテンポ演奏、空間的演出などが取り入れられている。
水野はこの作品において、20世紀の音楽語法（後期ロマン派、前衛、ジャズ、ロック）を融合し、日本発のポストモダン的音楽の成果を提示した。合唱部分では、作曲者自作詩に加え、法華経、ミサ通常文、ゲーテやシラーの詩、東南アジア各地の民謡を素材としたテキストが用いられている。

## 初演
以下のとおり、各部は段階的に初演され、1992年に全曲が初演された。
- 第1部初演：1978年11月2日（会場：千葉文化会館）  指揮：尾高忠明、管弦楽：東京フィルハーモニー交響楽団 ）出身校である千葉県立千葉高等学校創立100周年記念の委嘱作品。交響的変容第1部として構想し、初演時は《祝典序曲》として発表した。
- 第1部・第2部（改訂版）初演：1979年10月11日（会場：東京文化会館）  指揮：黒岩英臣、管弦楽：東京都交響楽団（オーケストラ・プロジェクト'79）
- 第3部初演：1983年6月3日（会場：東京文化会館）  指揮：小松一彦、和太鼓：林英哲、管弦楽：東京フィルハーモニー交響楽団（オーケストラ・プロジェクト'83）
- 第3部アメリカ初演：1984年2月22日（会場：カーネギーホール）  指揮：岩城宏之、和太鼓：林英哲、管弦楽：アメリカン交響楽団（Music from JAPAN）
- 第4部および全曲初演：1992年9月20日（会場：幕張メッセ イベントホール）  指揮：岩城宏之（中央指揮）、渡邊康雄・本多優之（副指揮）、栗山文昭（合唱指揮）  ソプラノ：秋元智子、和太鼓：林英哲、ティンパニ：細谷一郎、管弦楽：東京交響楽団、打楽器：岡田知之打楽器合奏団、合唱：東京混声合唱団、栗友会合唱団 他

## 楽器編成
| 区分                 | 編成 |
| 合唱・独唱           | 混声合唱（最大1000人）、ソプラノ独唱 |
| 木管楽器             | フルート6（全員ピッコロ持替え）、オーボエ5（うち2本イングリッシュホルン持替え）、クラリネット（2名バスクラリネット持替え）、ファゴット４、コントラファゴット |
| 金管楽器             | ホルン10、トランペット8、トロンボーン9（バストロンボーン含む）、コントラバストロンボーン、チューバ2 |
| 鍵盤・弦・その他     | ハープ3、チェレスタ、ピアノ2、オルガン、エレキベース 弦五部（各10〜14名以上） |
| 打楽器               | ティンパニ、木鐘（大中小）、妙鉦、拍子木、木琴、ハイベル、トムトム、中太鼓、打合せシンバル、ソリ鈴、サスペンドシンバル、シストル、鉄柱、タムタム、ハイハット、バスドラム、小太鼓、ヴィブラフォン、マリンバ、シズルシンバル、アンティークシンバル、双盤、カウベル、ボンゴ、コンガ、ひとつ鉦、グロッケンシュピール、つけ木、ラテンティンバレス、ウッドブロック、トライアングル、鎗（シストル）、鉄板、フライパン、日本の鐘、駅路、ささら、モンキータンブリン、ロッドタムティンパニー、皮ダイコ、タブラバーヤ、平太鼓、釣鐘、チューブラ・ベル ほか多数 |
| 指揮者 （第4部より） | 指揮者1名、副指揮者2名、合唱指揮者6名、オーケストラセクション指揮者10名（ただし管弦楽の奏者が代替可能） |

## 楽曲構成
全体は以下の4部で構成される。

### 第1部：テュッティの変容（約24分）
中間部に弦楽器のの部分をはさんでオーケストラの全合奏の大規模なサウンドの変容を追求したものである。

### 第2部：メロディーとハーモニーの変容（約20分）
弦楽器を中心としたメロディーとハーモニーの変容を通して予情的な可能性を追求したものである。

### 第3部：ビートリズムの変容（約27分）
アフリカ起源のリズムを基盤に、ジャズ、ロック的語法を融合。中間部には和太鼓とティンパニによる二重奏が挿入されている。

### 第4部：合唱とオーケストラの変容（約116分）
無調から調性への推移を軸に、ヴォカリーズとテキスト歌唱が交錯する。東南アジア各国の民謡や宗教的文言が複数の合唱隊により多層的に展開される。空間演出・多指揮者体制・ポリテンポが特徴的である。

#### 第1章「予感」
無調によるヴォカリーズで始まる序章的部分。グリッサンドやクラスターが渦巻き、原爆の予兆的世界観を暗示している。

#### 第2章「核と原爆への恐れ」
フーガを中心に、「人類は果たして原爆から身を守れるか」など詩が展開。クラスターと多声部処理が特徴。

#### 第3章「原爆の章」
追分風の旋律によるヴォカリーズが複雑なポリフォニーを形成し、原爆投下と死の記憶が爆発的に描かれる。テキストは「皆死んだのだ」など直截的な語が登場する。

#### 第4章「キリエとカオス」
冒頭に「Kyrie eleison」によるフーガが置かれ、途中から6群の合唱が移動し東南アジア諸国の民謡を別々に歌唱。3群のオーケストラも交錯し、最大9名の指揮者が指揮する。

#### 第5章「新しい生命と喜びへの歌」
法華経、ミサ通常文、作曲者自作の詩が交錯する。

#### 第6章「無常観と祈り」
法華経の再現、ゲーテ『ファウスト』の終結詩、ミサ文「Dona nobis pacem」による終末的祈りが重なり、全体は静かに閉じられる。